# Uzunkuyu, Besni
Uzunkuyu là một xã thuộc huyện Besni, tỉnh Adıyaman, Thổ Nhĩ Kỳ. Dân số thời điểm năm 2011 là 975 người.